# Liste der Nummer-eins-Country-Alben in den USA (1965)
Dies ist eine Liste der Nummer-eins-Alben in den von Billboard ermittelten Verkaufscharts für Country-Alben in den USA im Jahr 1965. In diesem Jahr gab es elf Nummer-eins-Alben.

| ← 1964 ← | Liste der Nummer-eins-Country-Alben in den USA | Liste der Nummer-eins-Country-Alben in den USA | Liste der Nummer-eins-Country-Alben in den USA | 1966 →                    |
| \| Zeitraum \| Wo. ges. \| Interpret \| Titel \| Zusätzliche Informationen \| \| (Zeitraum, Wochen auf Platz eins, Interpret, Titel, zusätzliche Informationen) \| \| \| \| \| \| ------------------------------------------------------------------------------ \| -------- \| -------------------------- \| --------------------------------- \| ------------------------- \| \| 26. Dezember 1964 – 8. Januar 1965 2 Wochen (insgesamt 7) \| 7 \| Buck Owens & his Buckaroos \| Together Again[1] \| - \| \| 9. Januar 1965 – 9. April 1965 13 Wochen (insgesamt 13) \| 13 \| Buck Owens & his Buckaroos \| I Don't Care[2] \| - \| \| 10. April 1965 – 9. Juli 1965 13 Wochen (insgesamt 13) \| 13 \| Buck Owens & his Buckaroos \| I've Got a Tiger By the Tail[3] \| - \| \| 10. Juli 1965 – 13. August 1965 5 Wochen (insgesamt 5) \| 5 \| Connie Smith \| Connie Smith[4] \| - \| \| 14. August 1965 – 27. August 1965 2 Wochen (insgesamt 2) \| 2 \| Eddy Arnold \| The Easy Way[5] \| - \| \| 28. August 1965 – 10. September 1965 2 Wochen (insgesamt 7) \| 7 \| Connie Smith \| Connie Smith \| - \| \| 11. September 1965 – 24. September 1965 2 Wochen (insgesamt 15) \| 15 \| Buck Owens & his Buckaroos \| I've Got a Tiger By the Tail \| - \| \| 25. September 1965 – 8. Oktober 1965 2 Wochen (insgesamt 2) \| 2 \| Roger Miller \| The 3rd Time Around[6] \| - \| \| 9. Oktober 1965 – 15. Oktober 1965 1 Woche (insgesamt 1) \| 1 \| Buck Owens & his Buckaroos \| Before You Go[7] \| - \| \| 16. Oktober 1965 – 29. Oktober 1965 2 Wochen (insgesamt 2) \| 2 \| Jim Reeves \| Up Through the Years[8] \| - \| \| 30. Oktober 1965 – 12. November 1965 2 Wochen (insgesamt 2) \| 2 \| Eddy Arnold \| My World[9] \| - \| \| 13. November 1965 – 26. November 1965 2 Wochen (insgesamt 2) \| 2 \| Jimmy Dean \| The First Thing Ev'ry Morning[10] \| - \| \| 27. November 1965 – 24. Dezember 1965 4 Wochen (insgesamt 4) \| 4 \| Eddy Arnold \| My World \| - \| \| 25. Dezember 1965 – 31. Dezember 1965 1 Woche (insgesamt 1) \| 1 \| Connie Smith \| Cute 'n' Country[11] \| - \| |                                                |                                                |                                                |                           |
| ← 1964 |                                                |                                                |                                                | → 1966 →                  |
| Zeitraum | Wo. ges.                                       | Interpret                                      | Titel                                          | Zusätzliche Informationen |
| (Zeitraum, Wochen auf Platz eins, Interpret, Titel, zusätzliche Informationen) |                                                |                                                |                                                |                           |
| 26. Dezember 1964 – 8. Januar 1965 2 Wochen (insgesamt 7) | 7                                              | Buck Owens & his Buckaroos                     | Together Again                                 | -                         |
| 9. Januar 1965 – 9. April 1965 13 Wochen (insgesamt 13) | 13                                             | Buck Owens & his Buckaroos                     | I Don't Care                                   | -                         |
| 10. April 1965 – 9. Juli 1965 13 Wochen (insgesamt 13) | 13                                             | Buck Owens & his Buckaroos                     | I've Got a Tiger By the Tail                   | -                         |
| 10. Juli 1965 – 13. August 1965 5 Wochen (insgesamt 5) | 5                                              | Connie Smith                                   | Connie Smith                                   | -                         |
| 14. August 1965 – 27. August 1965 2 Wochen (insgesamt 2) | 2                                              | Eddy Arnold                                    | The Easy Way                                   | -                         |
| 28. August 1965 – 10. September 1965 2 Wochen (insgesamt 7) | 7                                              | Connie Smith                                   | Connie Smith                                   | -                         |
| 11. September 1965 – 24. September 1965 2 Wochen (insgesamt 15) | 15                                             | Buck Owens & his Buckaroos                     | I've Got a Tiger By the Tail                   | -                         |
| 25. September 1965 – 8. Oktober 1965 2 Wochen (insgesamt 2) | 2                                              | Roger Miller                                   | The 3rd Time Around                            | -                         |
| 9. Oktober 1965 – 15. Oktober 1965 1 Woche (insgesamt 1) | 1                                              | Buck Owens & his Buckaroos                     | Before You Go                                  | -                         |
| 16. Oktober 1965 – 29. Oktober 1965 2 Wochen (insgesamt 2) | 2                                              | Jim Reeves                                     | Up Through the Years                           | -                         |
| 30. Oktober 1965 – 12. November 1965 2 Wochen (insgesamt 2) | 2                                              | Eddy Arnold                                    | My World                                       | -                         |
| 13. November 1965 – 26. November 1965 2 Wochen (insgesamt 2) | 2                                              | Jimmy Dean                                     | The First Thing Ev'ry Morning                  | -                         |
| 27. November 1965 – 24. Dezember 1965 4 Wochen (insgesamt 4) | 4                                              | Eddy Arnold                                    | My World                                       | -                         |
| 25. Dezember 1965 – 31. Dezember 1965 1 Woche (insgesamt 1) | 1                                              | Connie Smith                                   | Cute 'n' Country                               | -                         |